# 30 ans déjà
30 ans déjà è una raccolta postuma della cantante italo-francese Dalida, pubblicata il 21 aprile 2017 da Universal Music France.
L'album venne creato per ricordare la cantante nei trent'anni dalla sua scomparsa, avvenuta nel maggio del 1987.
Venne commercializzato sia in formato doppio vinile che in doppio CD digipak. Quest'ultimo contiene anche un DVD con dei contenuti video inediti, postumi e non.
Il brano La Mamma, inserito tra le tracce dell'edizione in CD dell'album, risulta leggermente differente rispetto alla versione remix pubblicata originariamente nel 1996, a causa di alcune variazioni apportate alla melodia.

## Tracce (LP)

### Disco 1

#### Lato A
1. Bambino – 3:34
2. Gondolier – 2:55
3. Histoire d'un amour
4. Come prima (Tu me donnes) – 2:38
5. Les enfants du Pirée – 2:35
6. Le temps de fleurs – 3:59

#### Lato B
1. Paroles, paroles (in duo con Alain Delon)
2. J'attendrai
3. Il venait d'avoir 18 ans
4. Monday Tuesday... Laissez-moi danser
5. Gigi l'amoroso

### Disco 2

#### Lato C
1. Mourir sur scène
2. Pour ne pas vivre seul
3. Avec le temps
4. Je suis malade
5. À ma manière

#### Lato D
1. Aranjuez la tua voce (in italiano)
2. Alabama Song (in inglese)
3. Salma ya salama (versione in egiziano)
4. Am Tag, als der Regen kam (versione 1980)
5. El Cordobés (versione in spagnolo)
6. Hava naguila (in ebraico e francese)

## Tracce (CD + DVD)

### Disco 1
Ses premiers succès
1. Bambino
2. Gondolier
3. Histoire d'un amour
4. Come prima (Tu me donnes)
5. Ciao ciao, bambina
6. Les enfants du Pirée
7. Le temps de fleurs

Ses grands succès
1. Paroles, paroles (con Alain Delon)
2. J'attendrai
3. Besame mucho
4. Kalimba de Luna (versione in francese)
5. Monday Tuesday... Laissez-moi danser
6. Salma ya salama (versione in francese)
7. Comme disait Mistinguett
8. Darla dirladada (versione in francese)
9. Gigi l'amoroso (versione in francese)
10. Gigi in Paradisco (versione ridotta)

Dalida chante les grands auteurs
1. Quand on n'a que l'amour (versione 1957)
2. Avec le temps
3. La Mamma (remix 1996 - versione differente)

### Disco 2
Dalida chante les grands auteurs (suite)
1. Une vie
2. Que reste-t-il de nos amours?
3. Amoureuse de la vie
4. Je suis malade
5. Que sont devenues les fleurs
6. Le petit bonheur

Ses grandes chansons
1. Il venait d'avoir 18 ans
2. Pour ne pas vivre seul
3. Ciao amore, ciao (versione in francese)
4. Mourir sur scène
5. Il pleut sur Bruxelles
6. À ma manière
7. Les hommes de ma vie
8. Fini, la comédie
9. Bravo

Dalida internationale
1. Aranjuez la tua voce (in italiano)
2. Alabama song (in inglese)
3. El Cordobés (versione in spagnolo)
4. Am Tag, als der Regen kam (versione 1980)
5. O sole mio (versione in giapponese)
6. Helwa ya baladi (in egiziano)
7. Hava Naguila (in ebraico e francese)

### DVD
1. Au-delà de l'écran: émission du 30 avril 1961- RTF
2. Dalida & Yves Montand remporte "Les bravos du Music-Hall" 1959
3. Au-delà de l'écran: émission du 28 juillet 1963 - RTF
4. Permaflex; spot publicitaire italien - 1960 et 1961
5. Olympia 64: journal télévisé du 4 septembre 1964, le soir de la première
6. Émission de Denise Glaser, diffusion le 1 septembre 1965
7. Olympia 71
8. Samedi Loisirs: émission du 18 novembre 1972 - ORTF
9. Dalida Éternelle
10. Olympia 74
11. Midi Première: émission du 19 janvier 1974 - ORTF
12. Dalida, tournée en Italie 1969
13. Dalida, tournée au Japon 1974
14. Olympia: "Nuit des Oscars à l'Olympia" 1975
15. Dalida, pour la 1ère fois à Serrastretta en Calabre 1962
16. Dalida "La Mamma" de Charles Aznavour (clip ufficiale - canzone registrata nel 1964; riorchestrata e pubblicata postuma nel 1996)
17. Canada: Dalida en tournée dans tout le Québec 1975
18. Olympia 77
19. Dalida à New York, triomphe au Carnegie Hall 1978
20. Dalida, répétitions à la TV Suisse 1980
21. Dalida: clip "Laissez-moi danser" 2001
22. Dalida au Palais des Sports: interview 5 janvier 1980 - TF1
23. Dalida passionnément
24. Dalida fête ses 25 ans de carrière à l'Olympia 1981
25. Dalida: bande annonce du film "Le sixième jour" 1986
26. Première du film "Le sixième jour" au Caire à Choubrah où elle est née
27. Dalida: clip "Salma ya salama" 1997
28. 1997: inauguration de la "Place Dalida"
29. Exposition Radio France: les chanteurs éternels 1990
30. Exposition au Centre Beaubourg de la maison de Dalida 2001
31. "Dalida Une Vie": la comédie musicale créée au Québec en 2003
32. 2007: exposition Dalida
33. "30 ans déjà": Dalida retourne à l'Olympia pour un soir